# Torneio Relâmpago 1944
In 1944 werd de tweede editie van het Torneio Relâmpago gespeeld voor de grootste clubs uit de stad Rio de Janeiro. De competitie werd gespeeld van 5 tot 22 maart. Vasco da Gama werd kampioen. 

## Eindstand
| Plaats | Club          | Wed. | W | G | V | Saldo | Ptn. |
| ------ | ------------- | ---- | - | - | - | ----- | ---- |
| 1.     | Vasco da Gama | 4    | 3 | 1 | 0 | 14:4  | 7    |
| 2.     | Botafogo      | 4    | 2 | 1 | 1 | 11:8  | 5    |
| 3.     | America       | 4    | 1 | 2 | 1 | 8:11  | 4    |
| 4.     | Flamengo      | 4    | 1 | 1 | 2 | 10:15 | 3    |
| 5.     | Fluminense    | 4    | 0 | 1 | 3 | 4:9   | 1    |

|  | Winnaar |

## Kampioen
| Torneio Relâmpago 1944            |
| Rio de Janeiro                    |
| --------------------------------- |
| VASCO DA GAMA Kampioen (1° titel) |